# Kvisselnvattnet
Kvisselnvattnet är en sjö i Strömsunds kommun i Jämtland och ingår i Ångermanälvens huvudavrinningsområde. Sjön har en area på 1,7 kvadratkilometer och ligger 332,9 meter över havet. Sjön avvattnas av vattendraget Svaningsån (Dunnervattenån). Vid provfiske har bland annat abborre, gädda, harr och lake fångats i sjön.

## Delavrinningsområde
Kvisselnvattnet ingår i det delavrinningsområde (712669-145458) som SMHI kallar för Utloppet av Kvisselnvattnet. Medelhöjden är 378 meter över havet och ytan är 8,23 kvadratkilometer. Räknas de 57 avrinningsområdena uppströms in blir den ackumulerade arean 270,19 kvadratkilometer. Svaningsån (Dunnervattenån) som avvattnar avrinningsområdet har biflödesordning 3, vilket innebär att vattnet flödar genom totalt 3 vattendrag innan det når havet efter 265 kilometer. Avrinningsområdet består mestadels av skog (79 procent). Avrinningsområdet har 1,7 kvadratkilometer vattenytor vilket ger det en sjöprocent på 20,6 procent.

## Fisk
Vid provfiske har följande fisk fångats i sjön:
- Abborre
- Gädda
- Harr
- Lake
- Mört
- Röding
- Sik
- Öring